# 連邦内務省 (ドイツ)
連邦内務・国土省（Bundesministerium des Innern und für Heimat、BMI）は、ドイツ連邦共和国の最高連邦機関。ライヒ内務省（Reichsministerium des Innern）を前身とする。現在の内務・国土大臣はアレクサンダー・ドブリント（CSU）。

## 沿革
- 1949年7月30日 - 連邦内務省設立[2]。
- 2018年3月14日 - 建設関連業務が移管され、Bundesministerium des Innern und für Heimatに改名[2]。